# Iglesia de San Bartolomé (Marcilla)
La iglesia parroquial de San Bartolomé en Marcilla (Navarra, España) se encuentra en el centro de la localidad y es un templo de estilo neoclásico reconstruido sobre otra de antigua edificación a finales del siglo XVIII. La parroquia de San Bartolomé es el principal lugar de culto de los marcilleses. 

## Descripción
La torre, de ladrillo, es también reconstrucción de otra muy antigua, la cual había sufrido reparaciones en el 1773. 
La iglesia parroquial antigua, y de la que no queda vestigio, estaba junto a un antiguo monasterio regentado por una comunidad cisterciense (desde 1429 hasta 1774), y del que tampoco quedan restos, ya que sobre él se construyó una gran casa palaciega conocida hasta hace poco como "La Casa del Portal", y que también está desaparecida.
La iglesia parroquial fue en su origen dedicada a San Bartolomé, apóstol, y estaba servida por un cura vicario y dos beneficiados, todos en representación del cabildo de Barbastro (Aragón). Los documentos más antiguos ya hablan de la existencia de la iglesia en el 1534 y en 1578, otros documentos hablan de reparaciones y obras realizadas en dicha iglesia y en la que por vez primera figura como parroquia. Los primeros registros de bautizos son del 3 de junio de 1537. Cabe añadir que, apenas se erigiese la parroquia, viviesen los sacerdotes dedicados a su culto en casa distinta al monasterio, por lo que no es de extrañar que en 1686 aparezcan documentos mencionando reparaciones en la casa sacerdotal y restaurándola.
En su interior, moderno y funcional, mantiene unos retablos barrocos de los siglos XVII y XVIII, de escultura y pintura, así como dos tallas del siglo XVI (una Virgen con el Niño y un Crucificado) y una imagen gótica arcaizante, del siglo XIII, de la Virgen, que fue modificada durante la restauración. Destaca una espléndida vidriera en honor a la Virgen del Plú, en el óculo situado sobre el pórtico de entrada.